# Qarahlar-e Āqā Taqī
Qarahlar-e Āqā Taqī (persiska: قَرالَرِ آقاتَقی, قره لر آقا تقی, Qarālar-e Āqātaqī) är en ort i Iran.   Den ligger i provinsen Västazarbaijan, i den nordvästra delen av landet, 600 km väster om huvudstaden Teheran. Qarahlar-e Āqā Taqī ligger 1 289 meter över havet och antalet invånare är 181.
Terrängen runt Qarahlar-e Āqā Taqī är platt österut, men västerut är den kuperad.Runt Qarahlar-e Āqā Taqī är det ganska tätbefolkat, med 185 invånare per kvadratkilometer. Närmaste större samhälle är Urmia, 16,1 km nordväst om Qarahlar-e Āqā Taqī. Trakten runt Qarahlar-e Āqā Taqī består till största delen av jordbruksmark.